# Raja-yoga
Raja-yoga is een van de hoofdtakken van de yoga en is gebaseerd op de Yogasoetra's van Patanjali, de auteur en/of samensteller van deze tekst. Patanjali zou, bij benadering, hebben geleefd rond de 2e eeuw voor Christus. Als systeem zijn de Yogasoetra's weer gebaseerd op de Samkhya-filosofie, een dualistisch stelsel waarvan de grondlegger de Indiase filosoof Kapila is geweest. 
Een soetra, letterlijk 'draad', is een aforisme, een korte, puntige zin, vers of formule, maar kan ook een verzameling van soetra's aanduiden, zoals in het mahayana boeddhisme in het geval van de Lankavatara Soetra.
In de term raja-yoga staat raja voor 'koninklijk' en yoga voor 'vereniging' of 'eenwording'. Wie deze vorm van yoga beoefent, bewandelt dus de 'koninklijke weg'.
In soetra I,2 wordt de definitie van raja-yoga gegeven die de grondslag vormt voor alle vormen van yoga:
योगश्चित्तवृत्तिनिरोधः (yogash-chitta-vritti-nirodhah): Yoga is het beheersen van de geest, zodat deze geen enkele vorm aanneemt.
Het doel van raja-yoga is om door een volledige beheersing van de geest tot eenwording oftewel yoga te komen en daarmee tot bevrijding (kaivalya of moksha).

## De acht geledingen van raja-yoga
De acht geledingen of treden (ashtānga) van raja-yoga worden beschreven in het tweede gedeelte van de Yogasoetra's. Het betreft de volgende niveaus:
1. Yama verwijst naar de vijf onthoudingen:
  - Ahimsā: geweldloosheid;
  - Satya: waarheidslievendheid;
  - Āsthēya: niet stelen;
  - Brahmachārya: kuisheid, beheersing van de seksuele energie;
  - Aparigraha: vrij zijn van bezitzucht.
2. Niyama verwijst naar de vijf voorschriften:
  - Shaucha: reinheid (in alle opzichten);
  - Samtosha: tevredenheid, welbehagen;
  - Tapas: soberheid, ascese;
  - Svādhyāya: zelfbeschouwing, introspectie;
  - Īshvarapranidhāna: devotie en overgave aan Īshvara (God).
3. Āsana: (lichaams)houding;
4. Prānāyāma: beheersing van de prāna (levensenergie);
5. Pratyāhāra: het terugtrekken van de zintuigen van hun objecten;
6. Dhārana: concentratie;
7. Dhyāna: meditatie;
8. Samādhi: totale absorptie.

De technieken in Raja Yoga zijn met name gebaseerd op Hatha Yoga Pradipika van Svatmarama, Siva Samhitha en Gheranda Samhitha. Daar in wordt vermeld dat Hatha Yoga niet zonder Raja Yoga tot resultaten zal leiden. In bijzonder is daarbij van belang dat naast de voorbereiding (door technieken uit de Hatha Yoga), de laatste drie stappen van het Yogastelsel (Dharana, Dhyana, Samadhi, tezamen Samyama) wordt beoefend.